# Chester Boone
Chester Boone (* 27. Februar 1906 in Houston, Texas; † 25. Januar 1988) war ein US-amerikanischer Jazztrompeter.

## Leben und Wirken
Boone wuchs in Houston auf, wo er schon als Jugendlicher eine eigene Jazzband leitete. Ende der 1920er Jahre verließ er mit dem Bandleader Dee Johnson die Stadt. Später war er Mitglied der Troy Floyd Band, wo er auf Herschel Evans traf. Mit diesem wechselte er zur Grant Moore Band und arbeitete dann mit Cassino Simpson in Chicago.
1932 kehrte er nach Houston zurück, wo er wieder eine eigene, bluesorientierte Territory-Band leitete. In ihr spielten Eddie „Cleanhead“ Vinson und T-Bone Walker. Zwischen 1934 und 1936 spielte auch Arnett Cobb in dieser Band. 1936 wurde Boone Trompeter der Brown Skin Models, mit denen er nach New York kam. Dort nahm er mit Louis Jordan, Sammy Price und Lloyd Phillips auf und wurde Mitglied der Band von Joseph 'Kaiser' Marshall. Nach Auftritten mit Horace Henderson und Buddy Johnson war er drei Jahre Mitglied der Band von Luis Russell.
In den letzten Jahren des Zweiten Weltkrieges tourte er im Auftrag der United Service Organizations und trat auf den Inseln des Südpazifik auf. Später trat er nur noch gelegentlich als Trompeter oder Sänger auf. In den 1950er Jahren gründete er das Plattenlabel Nu Tex.